# Arcopagia balaustina
Arcopagia balaustina ist eine Muschelart aus der Familie der Tellmuscheln (Tellinidae), die auch in der Nordsee heimisch ist.

## Merkmale
Das bis 19 mm lange, nur leicht geblähte Gehäuse ist gleichklappig und nur sehr leicht ungleichseitig. Die Wirbel befinden sich nur wenig hinter der Mittellinie (in Bezug auf die Gehäuselänge). Der Umriss des Gehäuses ist rundlich bis leicht quer-elliptisch. Das Längen- zu Breitenverhältnis ist meist kleiner als 1,1. Der hintere Dorsalrand ist geringfügig kürzer als der vordere Dorsalrand. Hinterer und vorderer Dorsalrand sind fast gerade und bilden einen Winkel von etwa 110°. Sie fallen jeweils steil zum weit gerundeten Hinter- bzw. Vorderende ab. Das Hinterende des Ventralrandes weist einen leichten Knick auf.
Das Ligament ist ein eingesenktes, dünnes, braunes Band hinter den Wirbeln. Es erstreckt sich auf etwa ein Drittel der Länge des hinteren Dorsalrandes. Die Lunula ist schmal und lanzettlich. Sie ist glatt und erreicht etwa die Hälfte der Ligamentlänge. Rechte und linke Klappe weisen jeweils zwei Kardinalzähne auf. In der rechten Klappe ist der hintere Kardinalzahn gefurcht und zweispitzig, In der linken Klappe ist der vordere Kardinalzahn gefurcht und zweispitzig. Außerdem ist noch ein schwacher vorderer und ein schwacher hinterer Lateralzahn vorhanden. In der rechten Klappe ist der vordere Lateralzahn lang und schmal, die Basis liegt direkt vor dem vorderen Kardinalzahn, außerdem ist ein kleiner hinterer Lateralzahn vorhanden. Die beiden Schließmuskeln sind in etwa gleich groß. Die Mantelbuch ist tief, zungenförmig und steigt schräg nach oben an. Der ventrale Rand der Mantelbuch und der ventrale Mantelrand sind getrennt.
Die weißliche bis hellgelbe Schale ist zwar ziemlich fest, aber dünnwandig und durchscheinend. Die Ornamentierung besteht aus ca. 70 dünnen, randparallelen Rippen in regelmäßigen Abständen. Dazwischen liegen feinere Anwachsstreifen. Der innere Gehäuserand ist glatt. Gelegentlich sind auf der Oberfläche radiale Strahlen in Pink oder Rotbraun vorhanden sowie randparallele, etwas dunklere Zonen. Die Strahlen unterschiedlicher Breite werden meist zum Gehäuserand hin deutlicher und können sich vereinigen. Die Innenseite der Schale ist weißlich-glänzend, und vor allem im weiteren Wirbelbereich orange oder hellgelb gefärbt. Das dünne Periostracum ist durchscheinend, die Oberfläche seidig glänzend. 
Der grauweiße Weichkörper ist halbdurchsichtig, ebenso die langen und beweglichen, nicht miteinander verwachsenen Siphonen. Der Fuß ist ein kräftiger Grabfuß.

## Ähnliche Arten
Die Dickschalige Tellmuschel (Arcopagia crassa) hat eine viel dickere Schale, die Wirbel laufen spitzer zu. Außerdem ist das Gehäuse deutlich ungleichklappig.

## Geographische Verbreitung und Lebensraum
Das Verbreitungsgebiet von Arcopagia balaustina erstreckt sich von den Britischen Inseln entlang des Ostatlantiks über Westafrika bis zur Mündung des Kongo. Sie ist auch im Mittelmeer, im Marmarameer und den Gewässern um Madeira und den Kanarischen Inseln nachgewiesen. 
Sie lebt in schlammigen, sandigen und kiesigen Böden von unterhalb der Niedrigwasserlinie bis in 750 Meter Wassertiefe. Sie lebt eingegraben im Sediment und streckt die Siphonen an die Sedimentoberfläche. Mit dem sehr langen und beweglichen Einströmsipho nehmen die Tiere organischen Detritus auf.

## Taxonomie
Das Taxon wurde 1758 durch Carl von Linné in die wissenschaftliche Literatur eingeführt. Es ist die Typusart der (Unter-)Gattung Arcopella Thiele, 1935. Arcopella wurde und wird immer noch von einigen Autoren als Untergattung von Arcopagia aufgefasst, oder sogar als eigenständige Gattung. Die MolluscaBase stellt Arcopella in die Synonymie von Arcopagia und führt die Art als Arcopagia balaustina Linnaeus, 1758.

## Belege

### Online
- Marine Bivalve Shells of the British Isles: Arcopella balaustina (Linnaeus, 1758) (Website des National Museum Wales, Department of Natural Sciences, Cardiff)
- Marine Species Identification Portal: Arcopagia balaustina (Linné, 1758)